# Azambuja & Cia
Azambuja & Cia foi um Programa de televisão exibido pela Rede Globo em 1975. Escrito por Arnaud Rodrigues e dirigido por Mário Lúcio Vaz.
Em 1973 Chico Anysio criou o personagem Paulo Maurício Azambuja para os monólogos que apresentava aos domingos, no Fantástico. À partir do sucesso deste quadro e do personagem, foi criado em 1975 o programa Azambuja & Cia, exibido uma vez por mês, às segundas-feiras, às 21h.

## Trilha Sonora
Em 1975, foi lançado o disco da trilha sonora de Azambuja & Cia, com músicas compostas e interpretadas por Chico Anysio e Arnaud Rodrigues.
As nove faixas do disco são: Nega Brechó, Ao Bililico, Tema do Azambuja, Monólogo Nº 1, Maristela, O Poste da Rua Jorge Lima, Verde, A Turma, Monólogo Nº 2.

## Elenco
- Arnaud Rodrigues como Bililico
- Augusto Olímpio como Pernambuco
- Chico Anysio como Azambuja
- Dalmo Ferreira como Trivelato
- Darcy de Souza
- Dorinha Duval como Nega Brecho
- Jacira Silva
- João Carlos
- Paulo Rodrigues como MacPherson
- Tião Macalé como Steve Wonder
- Wilson Grey como Linguiça

Participações especiais: 
- Paulo Leão como Garoto do Futebol[4]

## Ficha Técnica
Supervisão: Augusto César Vannucci
Redação: Arnaud Rodrigues
Direção: Mário Lúcio Vaz, Walter Lacet, Paulo Afonso Grisolli
Produção: Jack Ades, J. de Camillis, Fernando de Almeida
Assistente de produção: Luís Porto
Direção de imagem: Walter Lacet
Direção de TV: Gilberto Lannes
Assistente de direção: Iran Lima
Iluminação: Walter Farias
Cenografia: Alfredo Pereira 

## Curiosidades
Segundo depoimento do próprio Chico Anysio, a voz do personagem Azambuja foi copiada de um primo do também humorista Agildo Ribeiro.